# Irena Eris
Irena Eris, właśc. Irena Szołomicka-Orfinger (ur. 13 kwietnia 1950 w Warszawie) – polska farmaceutka, przedsiębiorca, założycielka i współwłaścicielka przedsiębiorstwa Dr Irena Eris; doktor farmacji.

## Życiorys
Ukończyła Akademię Medyczną w Warszawie z tytułem magistra farmacji, 2 czerwca 1978 r. obroniła pracę doktorską „Metabolische Wechselwirkung von Carbamazepin (Finlepsin®), Clonazepam (Rivotril®, Antelepsin®), 9.9-Dioxopromethazin (Prothanon®) und Trapidil (Rocornal®)” na berlińskim Uniwersytecie Humboldtów. Jest współwłaścicielką (wraz z mężem Henrykiem Orfingerem) przedsiębiorstwa Dr Irena Eris, w którym jest dyrektorem ds. badań i rozwoju, sieci Kosmetycznych Instytutów Dr Irena Eris oraz Hoteli Spa. Od początku działalności firmy zajmuje się kreacją nowych produktów i zarządza procesem ich powstawania.
Laureatka wielu prestiżowych nagród m.in.: Dama biznesu dziesięciolecia (Business Centre Club, 1999), Biznesmen roku 1999 (tytuł nadany przez studentów SGH, 2000), Nagroda Kisiela za stworzenie wielkiego, średniego przedsiębiorstwa (tygodnik Wprost, 2000), Perły Biznesu 2003 za stworzenie najcenniejszej polskiej marki z nazwiska (miesięcznik Businessman, 2003). W 2004 zajęła wysoką, 20 pozycję na liście najbardziej wpływowych kobiet w dziejach Polski – kobiet, które odwróciły bieg wydarzeń, przełamały stereotypy, zainicjowały nowy sposób myślenia (Poczet Kobiet Wpływowych, tygodnik Polityka, 2004). W 2005 znalazła się na drugim miejscu Listy 30. Najskuteczniejszych z Najlepszych – listy najskuteczniejszych i najbardziej godnych zaufania managerów polskiej gospodarki (miesięcznik Home & Market, 2005). W 2008 czasopismo Krajowej Izby Gospodarczej „Rynki Zagraniczne” przyznało jej nagrodę Wybitny Polski Eksporter – Polish Outstanding Exporter – za skuteczną i konsekwentną realizację polityki eksportowej. 5 listopada 2008 Irena Eris została odznaczona, w imieniu prezydenta Włoch, Orderem Gwiazdy Solidarności Włoskiej.
W styczniu 2009 Irena Eris została uznana Osobowością spa 2008 przez czytelników i internautów w plebiscycie ogłoszonym przez Spa & Wellness Magazine oraz spalanet.pl.

## Nagrody i odznaczenia
- 2014 – została nominowana w plebiscycie „Ludzie Wolności” zorganizowanym na 25-lecie Solidarności w kategorii biznes.
- 2014 – Krzyż Oficerski Orderu Odrodzenia Polski – za wybitne zasługi dla rozwoju i promocji polskiej przedsiębiorczości, za osiągnięcia w działalności społecznej[3][4].

## Majątek
Majątek Ireny Eris i Henryka Orfingera według zestawień najbogatszych Polaków tygodnika Wprost:
- 2001 – miejsce 93
- 2002 – miejsce 67 (180 mln zł)
- 2003 – miejsce 59 (190 mln zł)
- 2004 – miejsce 77 (180 mln zł)
- 2005 – miejsce 87 (185 mln zł)
- 2006 – miejsce 85 (200 mln zł)
- 2007 – miejsce 97 (235 mln zł)
- 2008 – miejsce 83 (350 mln zł)
- 2009 – miejsce 70 (330 mln zł)
- 2010 – miejsce 62 (350 mln zł)
- 2011 – miejsce 54 (420 mln zł)
- 2012 – miejsce 63 (400 mln zł)
- 2013 – miejsce 68 (406 mln zł)
- 2015 – miejsce 57 (530 mln zł)
- 2016 – miejsce 59 (505 mln zł)